# 미와촌 (야마구치현 구가군)
미와촌(美和村)은 야마구치현 구가군에 설치되었던 촌이다. 현재의 이와쿠니시에 해당한다.

## 역사
- 1955년 4월 1일 - 가미바타촌, 아키나카촌이 합병해 미와촌이 성립하였다.
- 1956년 9월 30일 - 사카우에촌과 합병해 미와정이 성립, 동일 미와촌은 폐지되었다.

## 참고문헌
- 角川日本地名大辞典 35 山口県